# Grants (Novo México)
Grants é uma cidade localizada no estado americano de Novo México, no Condado de Cibola. É a sede e maior cidade do Condado de Cibola.
Grats começou como um campo de ferrovia na década de 1880, quando três irmãos canadenses ganharam um contrato para construir uma parte da nova ferrovia da Atlantic and Pacific Railroad pela região. O campo dos irmãos Grant foi chamado primeiramente de "Grants Camp", depois de "Grants Station", e finalmente de "Grants".
Após a década de 1930, Grants ganhou fama como a "capital da cenoura" dos Estados Unidos. A agricultura foi facilitada pela criação do reservatório Bluewater, e os solos vulcânicos da região davam as condições ideais para estabelecerem-se várias fazendas. Grants também foi beneficiada por localizar-se na U.S. Route 66, o que atraiu turistas e negócios para a cidade.
Talvez o maior período de prosperidade na história da cidade ocorreu quando Paddy Martinez, um pastor navajo, encontrou urânio perto de Haystack Mesa, iniciando uma febre de mineração na área que durou até a década de 1980. O colapso da mineração colocou a cidade numa depressão econômica, que foi superada quando a cidade passou a voltar-se para o turismo, explorando a beleza da região.

## Demografia
Segundo o censo americano de 2000, a sua população era de 8806 habitantes.
Em 2006, foi estimada uma população de 8965, um aumento de 159 (1.8%).

## Geografia
De acordo com o United States Census Bureau tem uma área de 35,4 km², dos quais 35,4 km² cobertos por terra e 0,0 km² cobertos por água. Grants localiza-se a aproximadamente 1969 m acima do nível do mar.

## Localidades na vizinhança
O diagrama seguinte representa as localidades num raio de 32 km ao redor de Grants.